# 克拉克鎮區 (密蘇里州艾奇遜縣)
克拉克鎮區（英語：Clark Township）是位於美國密蘇里州艾奇遜縣的一個行政鎮區。

## 地方資料
克拉克鎮區的面積為195.21平方千米，當中陸地面積為194.38平方千米，而水域面積為0.83平方千米。根據2020年美國人口普查的數據，當地共有人口919人，而人口密度為每平方千米4.71人。